# 周晋镳
周晋镳（1847年—1927年），生于浙江省宁波府慈城，清末民初时期上海实业家、银行家、政治家、社会活动家，宁波商帮的代表人物之一，曾连任四届上海总商会总理，并且是首任中华全国商会联合会会长。

## 生平

### 早年生涯
周晋镳，字金箴，生于浙江省宁波府慈城（原属宁波府慈溪县，今浙江省宁波江北区）鼎新街周御史房。他是京剧表演艺术大师“麒麟童”周信芳的从祖，故与周慰堂、周信芳、周英华等一家同门。
周晋镳早年立志科举，投身仕途，曾先后担任不少地方官职，包括江西省广昌县知县、南昌县知县等。1887年，移居上海，弃仕从商。

### 亦仕亦商
周晋镳早年曾与同乡上海巨商严信厚在宁波创办通久源轨花厂，是中国最早期的华人私人纺织企业。移居上海后，在1890年，创办了上海华新纺织新局，并担任董事长。1890年，投资医药行业，是上海中法药房的大股东之一。
1896年，周晋镳再次从政，出任江西省清江县知县。周晋镳在江西任上，周慰堂、周信芳父子曾寓居他在清江县的府第。
20世纪初，周晋镳再次弃仕从商，并再次移居上海。周投资轮船招商局，并担任董事。清朝光绪二十八年（1902年），上海商业会议公所成立，周被委任为副总理，并兼任坐办。清朝光绪三十年（1905年），上海商业会议公所成为上海商务总会，周仍被委任为协理。1905年，周合股创办了上海华兴保险公司。自1907年，周被推举为上海总商会总理，并连任四届，是上海总商会历史上担任总理时间最长的人物。光绪三十三年（1908年），周被推举为浙江寓沪学会会长。1908年，周在上海与宁波籍人士虞洽卿、袁鎏、朱佩珍、吴传基、李厚垣、方舜年、严子均、叶璋、陈薰等创办了四明商业银行，并担任四明银行首届董事会的总董。1909年，周参与筹办南洋劝业会（即今日之博览会）。周在清朝仕至赏戴花翎二品顶戴。
1912年，周出任中华银行的董事。1913年，中华全国商会联合会成立，周被选举为第一届会长。1915年，周参与创办上海元丰面粉厂，是当时中国首座私人大型面粉厂。
1915年，周再次步入仕途，担任沪海道尹，兼外交部特派江苏交涉员（该兼职随后很快取消）。

### 社会活动
1905年，俄国水兵在上海闹事，喝醉后杀死中国平民。周晋镳与严信厚等上海有影响的工商人士共同致电清朝外务部，要求严厉惩处俄国水兵杀人一案。
1906年，周晋镳在上海参与抵制美国货的抗议斗争。
周晋镳支持辛亥革命。1912年，周参与发起中华民国救国社。但周对袁世凯称帝态度软弱，1913年，周以上海系“商市”，反对讨伐袁世凯的运动。1916年8月，周的公职被新大总统黎元洪取消。1916年9月26日，周因走私案的牵连，被上海地方检察厅判科罪8个月。

## 延伸阅读
- 《奏請以周晉鑣等調署南昌縣知縣等缺》，光緒20年3月1日，现藏台湾台北國立故宮博物院圖書文獻處